# 小行星2969
小行星2969（2969 Mikula）是一颗围绕太阳公转的小行星。1978年9月5日，尼古拉·切爾尼赫在克里米亚发现了此天体。
該小行星以傳說的俄羅斯英雄米庫拉·斯利亞寧諾維奇命名。
这颗小行星的绝对星等为101.72847等。